# Canopus Crags
Die Canopus Crags sind eine Gebirgsgruppe im Palmerland auf der Antarktischen Halbinsel. Sie erstrecken sich über eine Länge von 5 km zwischen dem Vela Bluff und den Carina Heights entlang der Südflanke des Ryder-Gletschers.
Das UK Antarctic Place-Names Committee benannte die Gruppe am 21. Juli 1976 nach dem Stern Canopus.